# ユーズ・ユア・イリュージョン II
ユーズ・ユア・イリュージョンII（Use Your Illusion II）は、ガンズ・アンド・ローゼズの3枚目のスタジオ・アルバム。

## 解説
『ユーズ・ユア・イリュージョンI』と同時発売され、実質的には2枚組とも言える。
発売直後はIよりも本作の方が多くの枚数を売り上げ、全米・全英ともに1位を記録。「シヴィル・ウォー」は1990年のチャリティー・アルバム『ノーバディーズ・チャイルド - ルーマニアン・エンジェル・アピール』で、ボブ・ディランのカヴァー「ノッキン・オン・ヘヴンズ・ドア」は映画『デイズ・オブ・サンダー』で、「ユー・クッド・ビー・マイン」は映画『ターミネーター2』で使用され、アルバムに先行してお披露目された。
「ゲット・イン・ザ・リング」では、複数のジャーナリストを実名で揶揄した。当時のバンド（特にアクセル・ローズ）とメディアの軋轢を反映した曲である。ダフ・マッケイガンが作詞・作曲・ヴォーカルを務めた「ソー・ファイン」は、1991年に急逝したジョニー・サンダースに捧げられた曲。
シングルカットは、1990年に「Knockin' on Heaven's Door」(ラジオチャート18位)、「Civil War」(ラジオチャート4位)。1991年に「You Could Be Mine」(全米29位)。1992年に「Yesterdays」(全米72位)、「Pretty Tied Up」(ラジオチャート35位)。1994年に「Estranged」(ラジオチャート16位)。

## 収録曲
1. シヴィル・ウォー "Civil War"（Slash/McKagan/Rose） - 7:41
2. 14イヤーズ "14 Years"（Stradlin'/Rose） - 4:21
3. イエスタデイズ "Yesterdays"（Arkeen/James/Billy/Rose） - 3:15
4. ノッキン・オン・ヘヴンズ・ドア "Knockin' on Heaven's Door"（B.Dylan） - 5:35
5. ゲット・イン・ザ・リング "Get in the Ring"（Slash/McKagan/Rose） - 5:41
6. ショットガン・ブルース "Shotgun Blues"（Rose） - 3:22
7. ブレイクダウン "Breakdown"（Rose） - 7:03
8. プリティ・タイド・アップ "Pretty Tied Up"（Stradlin'） - 4:48
9. ロコモーティヴ "Locomotive"（Slash/Rose） - 8:40
10. ソー・ファイン "So Fine"（McKagan） - 4:06
11. イストレインジド "Estranged"（Rose） - 9:23
12. ユー・クッド・ビー・マイン "You Could Be Mine"（Stradlin'/Rose） - 5:43
13. ドント・クライ（オルタナティヴ・リリックス） "Don't Cry(Alt.Lyrics)"（Stradlin'/Rose） - 4:43
14. マイ・ワールド "My World"（Rose） - 1:26

## 参加ミュージシャン
- アクセル・ローズ - ボーカル、ピアノ
- スラッシュ - ギター、バックグラウンド・ボーカル
- イジー・ストラドリン - ボーカル(on 2.)、ギター、バックグラウンド・ボーカル
- ダフ・マッケイガン - ボーカル(on 10.)、ベース、バックグラウンド・ボーカル
- マット・ソーラム - ドラムス、パーカッション、バックグラウンド・ボーカル
- ディジー・リード - キーボード

アディショナル・ミュージシャン
- スティーヴン・アドラー - ドラムス(on 1.)
- ザ・ウォーターズ ― バックグラウンド・ボーカル(on 4.)
- Howard Teman - ピアノ(on 10.)
- シャノン・フーン - ボーカル(on 13.)
- Johann Langlie - キーボード、ドラムス、サウンド・エフェクト(on 14.)